# Jezioro Psarskie
Jezioro Psarskie – jezioro morenowe na Pojezierzu Poznańskim, w województwie wielkopolskim, na terenie powiatu szamotulskiego, w gminie Pniewy, we wsi Psarskie.

## Warunki naturalne
Jezioro ma kształt owalny i słabo rozwiniętą linię brzegową. Zbiornik, otoczony lasem, w znacznej części zasilany jest dopływem z jeziora Zajączkowskiego, a od południa rowem melioracyjnym. Zlewnia bezpośrednia jeziora w 50% użytkowana jest rolniczo. Na podstawie wyników badań czystości wód, jezioro zalicza się do III klasy czystości.

### Ukształtowanie dna
Dno ma charakter pagórkowaty, przy brzegach piaszczysty.

### Roślinność
- Roślinność wynurzoną[1] stanowią głównie trzciny pospolite z niewielką ilością pałki wąskolistnej. Roślinność występuje na powierzchni ok. 4 ha i na 90% linii brzegowej.

### Fauna
- Występujące gatunki ryb[1] to płocie, okonie, leszcze, karpie, węgorze.

## Warunki do wędkowania
W klasyfikacji rybackiej jezioro określane jest typem sielawowym.